# Radio Juldáš
La Radio Juldáš (in russo Радио Юлдáш?; in baschiro: Юлдаш радиоhы; in italiano: Satellite) è la radio nazionale della Baschiria in Russia. Ha sede a Ufa, ma è seguita anche nelle repubbliche vicine ed è stata fondata il 25 settembre 2000, l'attuale Editore è Fanur Muharramovič Jagafarov.
lo slogan in baschiro è «Беҙ бергә!!!» che tradotto in italiano sarebbe: «insieme abbiamo!!!».